# Jungfrukusten
Jungfrukusten avser kustområdet i Gästrikland och Hälsingland från Furuvik i söder till Ragvaldsnäs i norr och omfattas av fyra kommuner: Gävle, Söderhamn, Hudiksvall och Nordanstig. Jungfrukusten har fått sitt namn efter ön Storjungfrun och den jungfruliga naturen. Längs med Jungfrukusten finns det 4 502 öar. År 1999 bildades Jungfrukustens förening. Jungfrukusten kan upplevas med båt eller genom att åka Jungfrukustvägen som sträcker sig från Dragon Gate till Årskogen.